# 101 dálmatas (franquicia)
101 dálmatas (101 Dalmatians en su versión original en inglés) es una franquicia de medios estadounidense propiedad de The Walt Disney Company, la cual comenzó con la película de animación de 1961 101 dálmatas, basada en la novela de Dodie Smith de 1956 The Hundred and One Dalmatians. A lo largo de los años se han lanzado varias adaptaciones producidas por Disney.

## Películas

### Animación

#### 101 dálmatas(1961)
La 17.ª película animada de Disney, estrenada el 25 de enero de 1961. La película relata cómo Cruella de Vil, una mujer obsesionada por los abrigos de piel, secuestra unos cachorros de dálmata para hacerse un abrigo con sus pieles, por lo que Pongo y Perdita, los padres de los cachorros, deben ir en su búsqueda para rescatarlos.

#### 101 dálmatas 2(2003)
Secuela de 101 dálmatas, lanzada directamente para vídeo el 21 de enero de 2003. La trama se enfoca en Patch, un cachorro dálmata que se queda en Londres tras que su familia se mudase a una granja, y conoce a Relámpago, un perro de la televisión que es su héroe e intenta ser uno de verdad con la ayuda de Patch.

### Acción real

#### Películas de101 dálmatas

##### 101 dálmatas(1996)
Adaptación de acción real de la película animada de 1961, relatando los mismos eventos. Fue estrenada el 27 de noviembre de 1996.

##### 102 dálmatas(2000)
Secuela de la película 101 dálmatas de 1996. Cruella de Vil, ahora reformada tras una terapia, se muestra solidaria ayudando a un refugio para perros, pero su agente de la condicional, Chloe Simon, desconfía en que haya podido cambiar. Fue estrenada el 22 de noviembre del 2000.

##### Posible tercera película
En mayo de 2021, Glenn Close reveló haber escrito una nueva historia como secuela de las dos películas anteriores donde volvería a interpretar el papel de Cruella de Vil. La trama involucraría al personaje en Nueva York.

#### Películas deCruella

##### Cruella(2021)
Película centrada en el personaje Cruella de Vil, siendo un relato de sus orígenes y cómo alcanzó el éxito en compañía de sus socios Gaspar y Horacio, teniendo lugar durante la década de 1970. Fue estrenada el 28 de mayo de 2021 tanto en cines como en Disney+ a través del Premier Access.

##### Secuela
En junio de 2021, se confirmó el desarrollo de una secuela de Cruella.

## Series de televisión

### 101 dálmatas: la serie(1997–1998)
Serie de animación basada en una combinación de la película animada original de 1961 y su adaptación de acción real de 1996. La serie sigue las aventuras en una granja de tres cachorros en particular, Lucky, Rolly y Cadpig, junto con su amigo Spot, un pollo que quiere ser un perro.

### Calle Dálmatas 101(2019–2020)
Serie de animación ambientada en el Londres del siglo XXI, que sigue las aventuras de Dylan y su hermana Dolly, dos descendientes de Pongo y Perdita, quienes protegen y cuidan a sus 97 hermanos menores.

## Videojuegos
- 102 Dálmatas: Cachorros al rescate: Videojuego de acción basado en la película 102 dálmatas. Fue lanzado en noviembre del 2000.